# Stefan Nerezow
Stefan Michajłow Nerezow (buł. Стефан Михайлов Нерезов; ur. 12 listopada 1867 w Sewliewie, zm. 16 kwietnia 1925 w Sofii) – bułgarski wojskowy, generał piechoty, szef Sztabu Generalnego.

## Życiorys
Urodził się w m. Sewliewo, gdzie ukończył szkołę podstawową. Potem ukończył szkołę średnią w Gabrowie.
Po wybuchu wojny serbsko-bułgarskiej w listopadzie 1885 roku zgłosił się do legionu ochotniczego i wziął udział w walkach. Po zakończeniu walk pozostał w wojsku jako podoficer w 12 pułku piechoty. W latach 1887–1888 był słuchaczem Szkoły Wojskowej w Sofii, zostając oficerem. Po czym został skierowany do 4 pułku artylerii, gdzie pełnił służbę do 1892 roku.
W 1892 roku został skierowany na studia do Akademii Wojskowej w Turynie, którą ukończył w 1896 roku. Po powrócił do 4 pułku artylerii, gdzie był młodszym adiutantem pułku. W styczniu 1897 roku został oficerem do zleceń w sztabie armii bułgarskiej i uczestniczył w wojskowej misji obserwacyjnej we Włoszech. Po powrocie został młodszym adiutantem dywizji w 3 Dywizji Piechoty, a następnie starszym adiutantem 2 Brygady w 6 Dywizji Piechoty.
15 lutego 1900 został inspektorem szkół wojskowych i funkcję tę pełnił do 1902 roku, gdy został dowódcą kompanii w 14 pułku piechoty. W latach 1903–1904 był członkiem dworu księcia Ferdynanda. W 1905 został dowódca batalionu w 1 sofijskim pułku piechoty, a potem komendantem ochrony dworu cara, funkcje te pełnił do 1908, został wtedy szefem sekcji w wydziale operacyjnym Sztabu Generalnego. 1 czerwca 1909 roku został dowódcą 8 przymorskiego pułku piechoty i funkcję tę pełnił do września 1910 roku.
W styczniu 1911 został naczelnikiem Wydziału Operacyjnego Sztabu Generalnego i zastępcą szefa sztabu. Funkcję tę pełnił w okresie I i II wojny bałkańskiej. W okresie II wojny bałkańskiej z powodu choroby szefa sztabu gen. Ficzewa był faktycznym szefem Sztabu Generalnego.
W marcu 1914 roku przeszedł do służby liniowej i został dowódcą 2 Brygady w 9 Dywizji Piechoty. Po wybuchu I wojny światowej i przystąpieniu Bułgarii do niej, w sierpniu 1915 roku został dowódca 9 Dywizji Piechoty. Dywizja ta wyróżniła się w czasie walk na terenie Kosowa, Macedonii i Froncie salonickim.
W dniu 25 listopada 1916 roku został dowódca 3 Armii, funkcję tę pełnił do 30 lipca 1917 roku. W tym czasie armia uczestniczył w uderzeniu na Rumunię, po jej przystąpieniu do wojny. W grudniu 1917 roku został dowódcą Morawskiego Okręgu Wojskowego, którą pełnił do maja 1918. Był członkiem delegacji wojskowej w maju 1918 roku w sprawie zawarcia traktatu pokojowego z Rumunią w Bukareszcie. Po powrocie 30 lipca 1918 został dowódcą 1 Armii, która prowadziła działania bojowe na froncie macedońskim i funkcję tę pełnił do końca wojny.
Po zakończeniu I wojny światowej został dowódcą 1 Okręgu Wojskowego i komendantem garnizonu w Sofii, a w grudniu 1918 roku inspektorem piechoty armii bułgarskiej. 2 listopada 1919 roku został szefem Sztabu Generalnego armii bułgarskiej, funkcję tę pełnił do 3 września 1920 roku. Po czym został przeniesiony do rezerwy.
Mieszkał w Sofii. Zginął w dniu 16 kwietnia 1925 roku w czasie zamachu bombowego w cerkwi „Sweta Nedelja” w Sofii.

## Awanse
- podporucznik (Подпоручик) (11.07.1888)
- porucznik (Поручик) (07.01.1891)
- kapitan (Капитан) (08.02.1897)
- major (Майор) (01.01.1903)
- podpułkownik (Подполковник) (31.12.1906)
- pułkownik (Полковник) (01.01.1911)
- generał major (Генерал-майор) (08.02.1915)
- generał porucznik (Генерал-лейтенант) (15.08.1915)
- generał piechoty (Генерал от пехотата) (09.03.1920)

## Odznaczenia
- Order za Waleczność kl. II
- Order za Waleczność kl. III
- Order św. Aleksandra kl. IV bez mieczy
- Order św. Aleksandra kl. V bez mieczy
- Order Zasługi Wojskowej kl. I
- Order Zasługi Cywilnej (Bułgaria)